# Лукомщина
Луко́мщина (колишні назви Лукомка, Червона Лукомщина) —  село в Україні, у Яготинській міській громаді Бориспільського району Київської області. Населення становить 3 осіб.
Село є крайньою східною точкою Київської області.

## Історія
Вперше згадане у документах 18 століття (1781 та 1787 роки) як слобода Лукомка. 1787 року у слободі мешкало 66 осіб, належала дружині обозного Лукомського.
Слобода є на мапі 1826-1840 років.
За даними Списку населених місць Полтавської губернії, складеного за даними 1859 року, у власницькій слободі Лукомка був 1 двір та мешкало 2 особи.. 1912 року мешкало 3 особи.
15 листопада 1968 року видано Указ Президії Верховної Ради УРСР «Про передачу села Заболоцьке Чернігівської області до складу Київської області», відповідно до якого с. Заболоцьке було приєднане до Київської області і підпорядковане Лемешівській сільраді Яготинського району. 
9 листопада 1970 року видано рішення виконавчого комітету Київської обласної ради депутатів трудящих №767 «Про зміни в адміністративно-територіальному поділі окремих районів області», відповідно до якого села Заболоцьке і Червона Лукомщина Лемешівської сільради Яготинського району — об'єднано в одне село Лукомщина. 
На 2015 рік у селі 2 двори, 1 мешканець.
| Україна | Це незавершена стаття з географії України. Ви можете допомогти проєкту, виправивши або дописавши її. |

1. ↑  Специальная карта Западной части России Шуберта 1826-1840 годов. www.etomesto.ru. Архів оригіналу за 16 жовтня 2021. Процитовано 16 жовтня 2021.
2. ↑  ИнфоРост, Н. П. ГПИБ | [Вып.] 33 : Полтавская губерния. - 1862. elib.shpl.ru. Архів оригіналу за 15 січня 2021. Процитовано 16 жовтня 2021.